# Thomas Kühtreiber

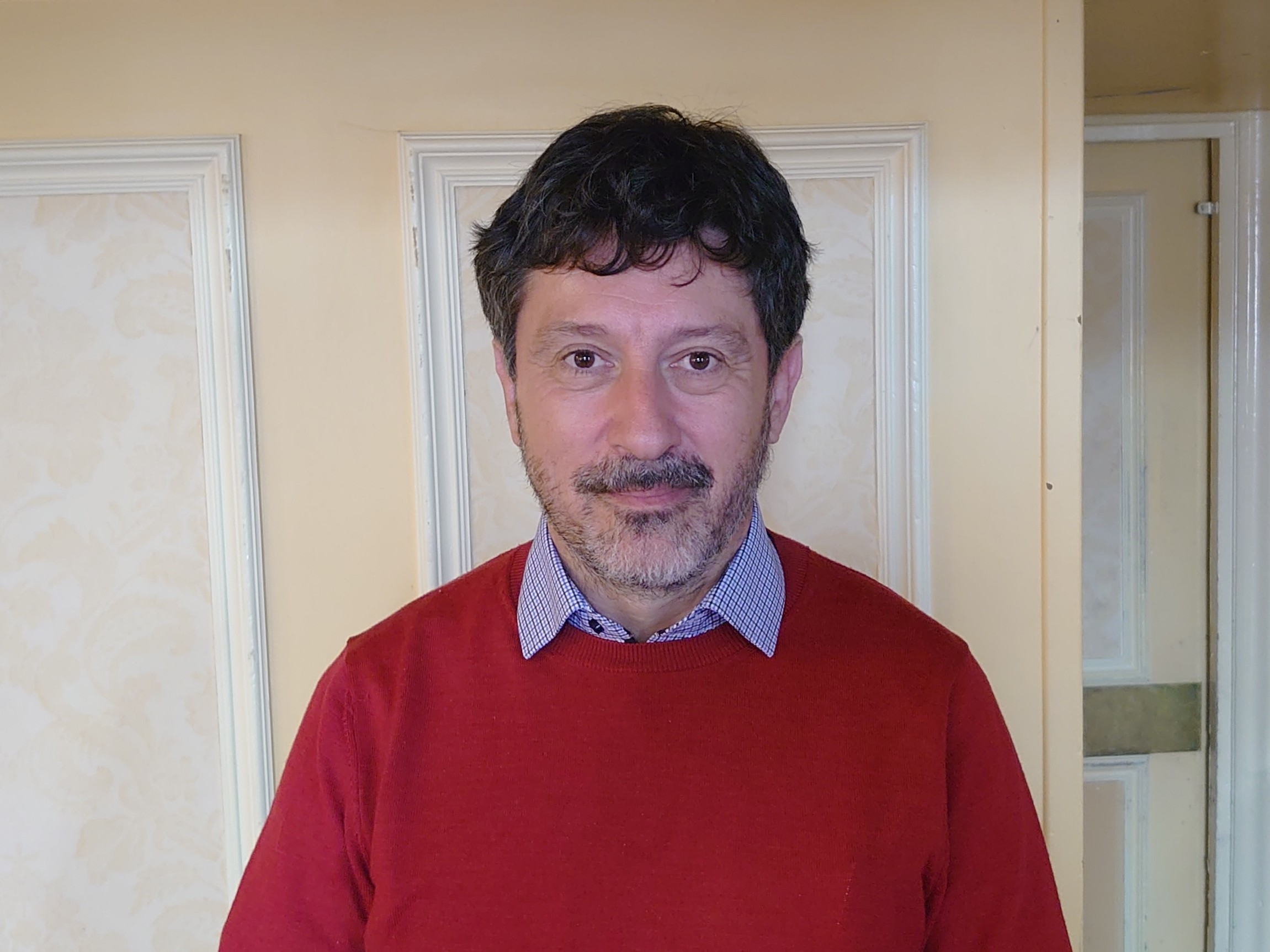
Thomas Kühtreiber, 2024

Thomas Kühtreiber (* 8. März 1967 in Wien) ist ein österreichischer Bauhistoriker und Mittelalterarchäologe.

## Leben
Thomas Kühtreiber studierte an der Universität Wien Ur- und Frühgeschichte und eine Fächerkombination aus Erdwissenschaften, Geschichte und Volkskunde ebenda zum Thema „Mensch – Arbeit – Umwelt“ und promovierte 2007 zum Thema Ausgrabungen in der Alten Universität in Wien (1997–2002). Von 1997 bis 2012 war er Lektor für Mittelalter- und Neuzeitarchäologie am Institut für Ur- und Frühgeschichte der Universität Wien. Seit 1997 ist Kühtreiber Mitglied des Instituts für Realienkunde des Mittelalters und der frühen Neuzeit (IMAREAL), dem er von 2014 bis 2019 als Geschäftsführer vorstand.
Thomas Kühtreiber ist seit 2016 Sprecher des Forschungsnetzwerks Interdisziplinäre Regionalstudien (first). Weiters ist er seit 2013 stellvertretender Vorsitzender der Österreichischen Gesellschaft für Mittelalterarchäologie (ÖGM). Von 1999 bis 2018 war er Beiratsmitglied des Wissenschaftlichen Beirats der Deutschen Burgenvereinigung e. V. sowie von 1995 bis 2002 Mitglied des Beirats der Österreichischen Gesellschaft für Ur- und Frühgeschichte.
2001 war Kühtreiber gemeinsam mit Falko Daim Co-Kurator der Niederösterreichischen Landesausstellung „Sein&Sinn – Burg&Mensch“.
Sein Forschungsschwerpunkt liegt auf der Europäischen Burgenforschung sowie dem „bebauten Raum“. Seit 1998 ist er Projektleiter der Niederösterreichischen Burgendatenbank.
Thomas Kühtreiber ist mit der Mittelalterarchäologin Karin Kühtreiber verheiratet.

## Veröffentlichungen (Auswahl)
- Karin Kühtreiber, Thomas Kühtreiber, Christina Mochty-Weltin, Maximilian Weltin: Wehrbauten und Adelssitze Niederösterreichs. Das Viertel unter dem Wienerwald. Band 1, Niederösterreichisches Institut für Landeskunde, St. Pölten 1998, ISBN 3-901635-05-X.
- Ines Ruttner, Thomas Kühtreiber: Die Burg Grabensee in Niederösterreich. Befunde und Funde der Grabungen (= Beiträge zur Mittelalterarchäologie in Österreich. Beihefte 2). Wien 1998.
- Thomas Kühtreiber, Roman Zehetmayer: Zur Geschichte des Propsteiberges (= Zwettler Zeitzeichen. 2). Zwettl 1999.
- Gerhard Reichhalter, Karin Kühtreiber, Thomas Kühtreiber: Burgen Waldviertel Wachau. Schubert & Franzke, St. Pölten 2001, ISBN 3-7056-0530-5.
- Karin Kühtreiber, Thomas Kühtreiber, János Küküllei, Christina Mochty-Weltin, Maximilian Weltin: Wehrbauten und Adelssitze Niederösterreichs. Das Viertel unter dem Wienerwald. Band 2, Niederösterreichisches Institut für Landeskunde, St. Pölten 2003, ISBN 3-901635-05-X.
- Gerhard Reichhalter, Karin Kühtreiber, Thomas Kühtreiber: Burgen Weinviertel. Freytag & Berndt, Wien 2005.
- Marina Kaltenegger, Thomas Kühtreiber, Gerhard Reichhalter, Patrick Schicht, Herwig Weigl: Burgen Mostviertel. Freytag & Berndt, Wien 2007, ISBN 978-3-7079-1041-4.
- als Herausgeber mit Falko Daim und Karin Kühtreiber: Burgen Waldviertel Wachau Mährisches Thayatal. Freytag & Berndt, Wien 2009, ISBN 978-3-7079-1273-9.
- Karin Kühtreiber, Thomas Kühtreiber, Christina Mochty-Weltin, Alexandra Zehetmayer: Wehrbauten und Adelssitze Niederösterreichs. Das Viertel unter dem Wienerwald. Band 3, Niederösterreichisches Institut für Landeskunde, St. Pölten 2014, ISBN 978-3-901635-78-6.